# بو روبرسون
بو روبرسون (انگلیسی: Bo Roberson; ۲۳ ژوئیهٔ ۱۹۳۵ – ۱۵ آوریل ۲۰۰۱) ورزشکار دو و میدانی، و بازیکن فوتبال آمریکایی اهل ایالات متحده آمریکا بود.
از باشگاه‌هایی که در آن بازی کرده‌است می‌توان به بافلو بیلز و میامی دلفینز اشاره کرد.